# Velká Lečice
Velká Lečice település Csehországban, a Příbrami járásban. Velká Lečice Bojanovice, Nová Ves pod Pleší, Malá Hraštice, Nový Knín és Nové Dvory településekkel határos. Lakosainak száma 197 fő (2024. január 1.).

## Népesség
A település lakosságának változását az alábbi diagram mutatja:
| Lakosok száma | 334  | 353  | 314  | 238  | 180  | 175  | 156  | 164  | 185  | 197  |
|               | 1869 | 1890 | 1921 | 1950 | 1980 | 2001 | 2017 | 2019 | 2022 | 2024 |